# Gavray-Village
La commune de Gavray-village est créée en 1790 à partir d'un hameau de la paroisse de Gavray distinct du bourg et ayant un rôle d'imposition séparé. L'existence fut courte car elle est de nouveau intégrée en 1795 (an III).

## Géographie
La paroisse de Gavray-Village se trouvait au Nord du bourg sur la route de Lengronne. La rivière de la Bérence constituait la limite entre les deux paroisses

## Histoire
Dès le début du XVIIe, on trouve une référence  du bourg de Gavray et du village de Gavray.
Dans le Dictionnaire géographique, historique et politique des Gaules et de la France, on recense en 1764 117 feux pour le bourg et 114 pour le village. Elle rédigea son propre Cahier de doléances, : En 1789, le village possède « 340 arpents de terre en culture, le surplus étant en forêts et en lande ».
Aussi proche soit elles, les communes de Gavray-Bourg (chef lieu de canton) et Gavray-Village entretiennent à la Révolution des relations conflictuelles notamment entre leurs maires respectifs. Il est fait mention  d'une altercation entre Jean Le Cervoisier, maire de Gavray-Bourg avec le sieur Crespin, se disant maire de Gavray village. Les officiers de la municipalité du village de Gavray avait élu ce dernier lors d'une assemblée qui s'était tenu dans la chapelle Saint-Jean le 1er novembre 1791.
La communauté rurale du village s'opposait à la communauté bourgeoise qu'il qualifiait de « toujours été imbus, trop fiers, et trop hauts ».

## Administration
| Période | Période | Identité         | Étiquette | Qualité                 |
| --- | ------- | ---------------- | --------- | ----------------------- |
| ~1792 | 1795    | Jacques Durville |           | Maire de Gavray-village |
| Une partie des données est issue de liste établie par Jean Pouëssel issue de l'ouvrage "601 communes et lieux de vie de la Manche" |         |                  |           |                         |

## Lieux et monuments
- La chapelle Saint-Jean[6] XVIIe situé au cœur du cimetière